# Campeonato Mundial de Atletismo de 2017 - Decatlo masculino
A competição do Decatlo do Campeonato Mundial de Atletismo de 2017 foi realizada no Estádio Olímpico de Londres nos dias 11 e 12 de agosto. Kevin Mayer da França levou a medalha de ouro. 

## Recordes
Antes da competição, os recordes eram os seguintes:
| Recorde mundial                               | Ashton Eaton (USA)   | 9.045  | Pequim, China          | 29 de agosto de 2015   |
| Recorde do campeonato                         | Ashton Eaton (USA)   | 9.045  | Pequim, China          | 29 de agosto de 2015   |
| Recorde do ano                                | Rico Freimuth (GER)  | 8.663  | Ratingen, Alemanha     | 25 de junho de 2017    |
| Recorde africano                              | Larbi Bourrada (ALG) | 8.521  | Rio de Janeiro, Brasil | 18 de agosto de 2016   |
| Recorde asiático                              | Dmitriy Karpov (KAZ) | 8.725  | Atenas, Grécia         | 24 de agosto de 2004   |
| Recorde da América do Norte, Central e Caribe | Ashton Eaton (USA)   | 9..045 | Pequim, China          | 29 de agosto de 2015   |
| Recorde da América do Sul                     | Carlos Chinin (BRA)  | 8.393  | São Paulo, Brasil      | 8 de junho de 2013     |
| Recorde europeu                               | Roman Šebrle (CZE)   | 9.026  | Götzis, Áustria        | 27 de maio de 2001     |
| Recorde da Oceania                            | Jagan Hames (AUS)    | 8.490  | Kuala Lumpur, Malásia  | 18 de setembro de 1998 |

Os seguintes recordes foram estabelecidos durante esta competição: 
| Recorde        | Pontos | Atleta      | Nacionalidade | Data                 |
| -------------- | ------ | ----------- | ------------- | -------------------- |
| Recorde do ano | 8.768  | Kévin Mayer | França        | 12 de agosto de 2017 |

## Medalhistas
| Ouro              | Prata               | Bronze             |
| Kevin Mayer (FRA) | Rico Freimuth (GER) | Kai Kazmirek (GER) |

## Tempo de qualificação
| Tempo de qualificação |
| --------------------- |
| 8.100 pontos          |

## Cronograma
| Data         | Hora  | Evento                   |
| ------------ | ----- | ------------------------ |
| 11 de agosto | 10:00 | 100 metros               |
| 11 de agosto | 11:05 | Salto em distância       |
| 11 de agosto | 12:55 | Arremesso de peso        |
| 11 de agosto | 17:00 | Salto em altura          |
| 11 de agosto | 20:45 | 400 metros               |
| 12 de agosto | 10:00 | 110 metros com barreiras |
| 12 de agosto | 11:00 | Lançamento de disco      |
| 12 de agosto | 13:30 | Salto com vara           |
| 12 de agosto | 17:30 | Lançamento de dardo      |
| 12 de agosto | 20:45 | 1500 metros              |

Todos os horários estão no horário local (UTC+1)

## Resultados

### 100 metros
A prova foi realizada dia 11 de agosto às 10:00. 
| Pos. | Série | Atleta                  | Nacionalidade               | Tempo | Pontos | Notas                |
| ---- | ----- | ----------------------- | --------------------------- | ----- | ------ | -------------------- |
| 1    | 4     | Damian Warner           | Canadá                      | 10"50 | 975    |                      |
| 2    | 4     | Rico Freimuth           | Alemanha                    | 10"53 | 968    | Recorde da temporada |
| 3    | 4     | Karl Robert Saluri      | Estónia                     | 10"55 | 963    | Recorde da temporada |
| 4    | 2     | Kévin Mayer             | França                      | 10"70 | 929    | Recorde pessoal      |
| 5    | 1     | Mihail Dudaš            | Sérvia                      | 10"75 | 917    | Recorde da temporada |
| 6    | 4     | Trey Hardee             | Estados Unidos              | 10"75 | 917    |                      |
| 7    | 4     | Oleksiy Kasyanov        | Ucrânia                     | 10"77 | 912    |                      |
| 8    | 1     | Larbi Bourrada          | Argélia                     | 10"80 | 906    | Recorde da temporada |
| 9    | 4     | Lindon Victor           | Granada                     | 10"83 | 899    |                      |
| 10   | 3     | Martin Roe              | Noruega                     | 10"90 | 883    |                      |
| 11   | 2     | Kai Kazmirek            | Alemanha                    | 10"91 | 881    | Recorde da temporada |
| 12   | 4     | Devon Williams          | Estados Unidos              | 10"93 | 876    |                      |
| 13   | 4     | Eelco Sintnicolaas      | Países Baixos               | 10"96 | 870    |                      |
| 14   | 4     | Zach Ziemek             | Estados Unidos              | 10"99 | 863    |                      |
| 15   | 2     | Jorge Ureña             | Espanha                     | 11"00 | 861    | Recorde da temporada |
| 16   | 3     | Dominik Distelberger    | Áustria                     | 11"03 | 854    |                      |
| 17   | 2     | Cedric Dubler           | Austrália                   | 11"06 | 847    |                      |
| 18   | 3     | Akihiko Nakamura        | Japão                       | 11"06 | 847    |                      |
| 19   | 3     | Luiz Alberto de Araújo  | Brasil                      | 11"07 | 845    |                      |
| 20   | 1     | Kurt Felix              | Granada                     | 11"08 | 843    | Recorde da temporada |
| 21   | 1     | Janek Õiglane           | Estónia                     | 11"08 | 843    | Recorde pessoal      |
| 22   | 2     | Ashley Bryant           | Grã-Bretanha                | 11"14 | 830    | Recorde da temporada |
| 23   | 3     | Mathias Brugger         | Alemanha                    | 11"15 | 827    |                      |
| 24   | 3     | Sutthisak Singkhon      | Tailândia                   | 11"16 | 825    |                      |
| 25   | 3     | Ilya Shkurenyov         | Atletas Neutros Autorizados | 11"17 | 823    |                      |
| 26   | 2     | Pieter Braun            | Países Baixos               | 11"22 | 812    |                      |
| 27   | 3     | Fredrik Samuelsson      | Suécia                      | 11"24 | 808    |                      |
| 28   | 1     | Pau Tonnesen            | Espanha                     | 11"26 | 804    | Recorde pessoal      |
| 29   | 3     | Adam Helcelet           | Chéquia                     | 11"28 | 799    |                      |
| 30   | 2     | Maicel Uibo             | Estónia                     | 11"35 | 784    |                      |
| 31   | 1     | Thomas van der Plaetsen | Bélgica                     | 11"35 | 784    | Recorde da temporada |
| 32   | 1     | Bastien Auzeil          | França                      | 11"35 | 784    | Recorde da temporada |
| 33   | 1     | Keisuke Ushiro          | Japão                       | 11"53 | 746    |                      |
| 34   | 2     | Leonel Suárez           | Cuba                        | 15"93 | 94     |                      |
| -    | 2     | Jefferson Santos        | Brasil                      | DNS   |        |                      |

### Salto em distância
A prova foi realizada dia 11 de agosto às 11:05.

| Pos. | Grupo | Atleta                  | Nacionalidade               | Tentativa | Tentativa | Tentativa | Resultado | Pontos | Notas                | Total  | Total   |
| Pos. | Grupo | Atleta                  | Nacionalidade               | 1         | 2         | 3         | Resultado | Pontos | Notas                | Pontos | Posição |
| ---- | ----- | ----------------------- | --------------------------- | --------- | --------- | --------- | --------- | ------ | -------------------- | ------ | ------- |
| 1    | B     | Sutthisak Singkhon      | Tailândia                   | x         | 7,12      | 7,65      | 7,65      | 972    |                      | 1797   | 9       |
| 2    | A     | Kai Kazmirek            | Alemanha                    | 7,29      | 7,64      | 5,48      | 7,64      | 970    | Recorde da temporada | 1851   | 5       |
| 3    | B     | Ilya Shkurenyov         | Atletas Neutros Autorizados | x         | 7,29      | 7,62      | 7,62      | 965    | Recorde da temporada | 1788   | 12      |
| 4    | B     | Kévin Mayer             | França                      | 7,33      | 7,37      | 7,52      | 7,52      | 940    |                      | 1869   | 4       |
| 5    | A     | Martin Roe              | Noruega                     | 7,06      | 7,50      | 7,45      | 7,50      | 935    | Recorde pessoal      | 1818   | 8       |
| 6    | B     | Karl Robert Saluri      | Estónia                     | 7,30      | 7,29      | 7,49      | 7,49      | 932    |                      | 1895   | 2       |
| 7    | B     | Rico Freimuth           | Alemanha                    | 7,11      | 7,48      | 7,45      | 7,48      | 930    |                      | 1898   | 1       |
| 8    | A     | Trey Hardee             | Estados Unidos              | 7,48      | 7,29      | 7,33      | 7,48      | 930    | Recorde da temporada | 1847   | 6       |
| 9    | A     | Mihail Dudaš            | Sérvia                      | 7,41      | x         | 7,46      | 7,46      | 925    | Recorde da temporada | 1842   | 7       |
| 10   | B     | Kurt Felix              | Granada                     | x         | x         | 7,46      | 7,46      | 925    |                      | 1768   | 14      |
| 11   | B     | Devon Williams          | Estados Unidos              | x         | 7,39      | 7,44      | 7,44      | 920    |                      | 1796   | 10      |
| 12   | B     | Ashley Bryant           | Grã-Bretanha                | x         | 7,26      | 7,44      | 7,44      | 920    |                      | 1750   | 16      |
| 13   | B     | Damian Warner           | Canadá                      | 5.72      | 7,27      | 7,44      | 7,44      | 920    |                      | 1895   | 2       |
| 14   | A     | Janek Õiglane           | Estónia                     | 7,33      | 6,97      | x         | 7,33      | 893    |                      | 1736   | 18      |
| 15   | B     | Eelco Sintnicolaas      | Países Baixos               | x         | 7,31      | -         | 7,31      | 888    |                      | 1758   | 15      |
| 16   | B     | Jorge Ureña             | Espanha                     | 7,21      | 7,30      | 7,18      | 7,30      | 886    |                      | 1747   | 17      |
| 17   | B     | Cedric Dubler           | Austrália                   | 6,90      | 7,29      | 6,87      | 7,29      | 883    |                      | 1730   | 19      |
| 18   | B     | Akihiko Nakamura        | Japão                       | x         | 7,28      | 7,24      | 7,28      | 881    |                      | 1728   | 20      |
| 19   | B     | Oleksiy Kasyanov        | Ucrânia                     | x         | x         | 7,28      | 7,28      | 881    |                      | 1793   | 11      |
| 20   | A     | Larbi Bourrada          | Argélia                     | 7,04      | 7,22      | 7,20      | 7,22      | 866    |                      | 1772   | 13      |
| 21   | B     | Pau Tonnesen            | Espanha                     | x         | 7,21      | x         | 7,21      | 864    |                      | 1668   | 25      |
| 22   | A     | Mathias Brugger         | Alemanha                    | 7,06      | 7,18      | x         | 7,18      | 857    |                      | 1684   | 24      |
| 23   | B     | Pieter Braun            | Países Baixos               | 6,96      | x         | 7,17      | 7,17      | 854    |                      | 1666   | 26      |
| 24   | A     | Fredrik Samuelsson      | Suécia                      | 7,04      | 7,11      | 7,07      | 7,11      | 840    |                      | 1648   | 27      |
| 25   | A     | Dominik Distelberger    | Áustria                     | 6,85      | x         | 7,11      | 7,11      | 840    |                      | 1694   | 23      |
| 26   | A     | Thomas van der Plaetsen | Bélgica                     | x         | x         | 7,09      | 7,09      | 835    |                      | 1619   | 29      |
| 27   | B     | Zach Ziemek             | Estados Unidos              | 7,02      | 7,08      | x         | 7,08      | 833    |                      | 1696   | 22      |
| 28   | B     | Adam Helcelet           | Chéquia                     | 7,03      | 7,00      | 6,99      | 7,03      | 821    |                      | 1620   | 28      |
| 29   | A     | Lindon Victor           | Granada                     | x         | 6,86      | 6,98      | 6,98      | 809    |                      | 1708   | 21      |
| 30   | A     | Maicel Uibo             | Estónia                     | x         | 6,97      | x         | 6,97      | 807    |                      | 1591   | 30      |
| 31   | A     | Bastien Auzeil          | França                      | 6,70      | 6,74      | 6,87      | 6,87      | 783    |                      | 1567   | 31      |
| 32   | A     | Keisuke Ushiro          | Japão                       | 6,57      | 6,52      | 6,64      | 6,64      | 729    |                      | 1475   | 32      |
| -    | A     | Luiz Alberto de Araújo  | Brasil                      | x         |           |           | NM        | 0      |                      | 845    | 33      |
| -    | A     | Leonel Suárez           | Cuba                        |           |           |           | DNS       |        |                      | DNF    | -       |

### Arremesso de peso
A prova foi realizada dia 11 de agosto às 12:55.

| Pos. | Grupo | Atleta                  | Nacionalidade               | Tentativa | Tentativa | Tentativa | Resultado | Pontos | Notas                | Total  | Total   |
| Pos. | Grupo | Atleta                  | Nacionalidade               | 1         | 2         | 3         | Resultado | Pontos | Notas                | Pontos | Posição |
| ---- | ----- | ----------------------- | --------------------------- | --------- | --------- | --------- | --------- | ------ | -------------------- | ------ | ------- |
| 1    | B     | Lindon Victor           | Granada                     | 15,14     | 15,86     | 15,05     | 15,86     | 843    |                      | 2551   | 10      |
| 2    | B     | Kévin Mayer             | França                      | 15,72     | 15,43     | x         | 15,72     | 834    | Recorde da temporada | 2703   | 1       |
| 3    | B     | Bastien Auzeil          | França                      | 15,23     | x         | x         | 15,23     | 804    |                      | 2371   | 25      |
| 4    | B     | Martin Roe              | Noruega                     | 14,66     | 14,79     | 15,22     | 15,22     | 803    |                      | 2621   | 5       |
| 5    | B     | Trey Hardee             | Estados Unidos              | 15,16     | 14,94     | 14,89     | 15,16     | 800    |                      | 2647   | 3       |
| 6    | B     | Janek Õiglane           | Estónia                     | 14,83     | 14,65     | 15,13     | 15,13     | 798    |                      | 2534   | 12      |
| 7    | B     | Kurt Felix              | Granada                     | 14,83     | 15,01     | x         | 15,01     | 790    |                      | 2558   | 9       |
| 8    | B     | Oleksiy Kasyanov        | Ucrânia                     | 14,75     | 14,71     | 14,99     | 14,99     | 789    | Recorde da temporada | 2582   | 7       |
| 9    | B     | Rico Freimuth           | Alemanha                    | 14,85     | x         | 14,26     | 14,85     | 780    |                      | 2678   | 2       |
| 10   | B     | Mathias Brugger         | Alemanha                    | 14,32     | 14,33     | 14,80     | 14,80     | 777    |                      | 2461   | 20      |
| 11   | B     | Adam Helcelet           | Chéquia                     | x         | 14,57     | x         | 14,57     | 763    |                      | 2383   | 23      |
| 12   | B     | Pieter Braun            | Países Baixos               | 13,33     | 14,48     | 14,23     | 14,48     | 758    |                      | 2424   | 22      |
| 13   | A     | Devon Williams          | Estados Unidos              | 13,50     | 13,53     | 14,43     | 14,43     | 755    |                      | 2551   | 10      |
| 14   | A     | Eelco Sintnicolaas      | Países Baixos               | 14,29     | 14,32     | 14,25     | 14,32     | 748    |                      | 2506   | 14      |
| 15   | B     | Ashley Bryant           | Grã-Bretanha                | 14,09     | 13,80     | x         | 14,09     | 734    |                      | 2484   | 17      |
| 16   | A     | Maicel Uibo             | Estónia                     | 13,34     | 14,08     | 13,80     | 14,08     | 733    |                      | 2324   | 28      |
| 17   | A     | Zach Ziemek             | Estados Unidos              | 13,75     | 14,01     | x         | 14,01     | 729    | Recorde da temporada | 2425   | 21      |
| 18   | A     | Karl Robert Saluri      | Estónia                     | 13,91     | 13,98     | 13,98     | 13,98     | 727    |                      | 2622   | 4       |
| 19   | A     | Jorge Ureña             | Espanha                     | 13,74     | x         | 13,91     | 13,91     | 723    |                      | 2470   | 18      |
| 20   | A     | Fredrik Samuelsson      | Suécia                      | 13,68     | 13,82     | x         | 13,82     | 717    |                      | 2365   | 26      |
| 21   | B     | Kai Kazmirek            | Alemanha                    | 13,60     | 13,78     | 13,68     | 13,78     | 715    |                      | 2566   | 8       |
| 22   | B     | Pau Tonnesen            | Espanha                     | 13,30     | 13,76     | r         | 13,76     | 714    |                      | 2382   | 24      |
| 23   | A     | Ilya Shkurenyov         | Atletas Neutros Autorizados | 13,38     | 13,48     | 13,39     | 13,48     | 697    |                      | 2485   | 15      |
| 24   | B     | Damian Warner           | Canadá                      | 13,13     | x         | 13,45     | 13,45     | 695    |                      | 2590   | 6       |
| 25   | B     | Keisuke Ushiro          | Japão                       | 13,43     | 13,23     | 13,22     | 13,43     | 693    |                      | 2168   | 32      |
| 26   | A     | Larbi Bourrada          | Argélia                     | 12,44     | 13,41     | 13,08     | 13,41     | 692    | Recorde da temporada | 2464   | 19      |
| 27   | A     | Sutthisak Singkhon      | Tailândia                   | 13,34     | x         | x         | 13,34     | 688    |                      | 2485   | 15      |
| 28   | A     | Thomas van der Plaetsen | Bélgica                     | 11,99     | x         | 13,03     | 13,03     | 669    | Recorde da temporada | 2288   | 31      |
| 29   | A     | Mihail Dudaš            | Sérvia                      | 12,68     | 12,95     | 13,02     | 13,02     | 668    |                      | 2510   | 13      |
| 30   | A     | Dominik Distelberger    | Áustria                     | 12,77     | x         | 12,93     | 12,93     | 663    |                      | 2357   | 27      |
| 31   | A     | Akihiko Nakamura        | Japão                       | 11,25     | x         | 11,37     | 11,37     | 568    |                      | 2296   | 30      |
| 32   | A     | Cedric Dubler           | Austrália                   | 11,18     | 11,24     | 11,36     | 11,36     | 568    | Recorde da temporada | 2298   | 29      |
| -    | A     | Luiz Alberto de Araújo  | Brasil                      |           |           |           | DNS       |        |                      | DNF    | -       |

### Salto em altura
A prova foi realizada dia 11 de agosto às 17:00.

| Pos. | Grupo | Atleta                  | Nacionalidade               | Tentativa | Tentativa | Tentativa | Tentativa | Tentativa | Tentativa | Tentativa | Tentativa | Tentativa | Tentativa | Tentativa | Tentativa | Resultado | Pontos  | Notas                | Total  | Total   |
| Pos. | Grupo | Atleta                  | Nacionalidade               | 1,81      | 1,84      | 1,87      | 1,90      | 1,93      | 1,96      | 1,99      | 2,02      | 2,05      | 2,08      | 2,11      | 2,14      | Resultado | Pontos  | Notas                | Pontos | Posição |
| ---- | ----- | ----------------------- | --------------------------- | --------- | --------- | --------- | --------- | --------- | --------- | --------- | --------- | --------- | --------- | --------- | --------- | --------- | ------- | -------------------- | ------ | ------- |
| 1    | A     | Kai Kazmirek            | Alemanha                    | –         | –         | –         | –         | –         | o         | –         | o         | o         | xo        | o         | xxx       | 2,11      | 906     | Recorde da temporada | 3472   | 2       |
| 2    | A     | Pau Tonnesen            | Espanha                     | –         | –         | –         | –         | –         | o         | o         | o         | o         | o         | xxx       |           | 2,08      | 878     |                      | 3260   | 16      |
| 3    | A     | Ilya Shkurenyov         | Atletas Neutros Autorizados | –         | –         | –         | –         | –         | xo        | o         | o         | xo        | o         | xxx       |           | 2,08      | 878     |                      | 3363   | 9       |
| 3    | A     | Jorge Ureña             | Espanha                     | –         | –         | –         | o         | –         | o         | o         | o         | xxo       | o         | xxx       |           | 2,08      | 878     |                      | 3348   | 11      |
| 5    | A     | Cedric Dubler           | Austrália                   | –         | –         | –         | –         | –         | –         | o         | –         | xo        | xo        | xxx       |           | 2,08      | 878     | Recorde da temporada | 3176   | 22      |
| 5    | A     | Kévin Mayer             | França                      | –         | –         | –         | –         | –         | o         | o         | xo        | o         | xo        | xxx       |           | 2,08      | 878     |                      | 3581   | 1       |
| 7    | A     | Kurt Felix              | Granada                     | –         | –         | –         | –         | –         | o         | –         | o         | o         | xxo       | xxx       |           | 2,08      | 878     | Recorde da temporada | 3436   | 5       |
| 8    | A     | Janek Õiglane           | Estónia                     | –         | –         | –         | o         | o         | o         | o         | o         | xo        | xxx       | xxxxx !   | xxxxx !   | 2,05      | 850     | Recorde pessoal      | 3384   | 8       |
| 9    | A     | Maicel Uibo             | Estónia                     | –         | –         | –         | –         | –         | –         | o         | o         | xxx       | xxxxx !   | xxxxx !   | xxxxx !   | 2,02      | 822     |                      | 3146   | 25      |
| 10   | B     | Oleksiy Kasyanov        | Ucrânia                     | –         | –         | –         | o         | o         | o         | xo        | xo        | xxx       | xxxxx !   | xxxxx !   | xxxxx !   | 2,02      | 822     | Recorde da temporada | 3404   | 7       |
| 11   | B     | Mihail Dudaš            | Sérvia                      | –         | o         | –         | o         | –         | o         | o         | xxo       | xxx       | xxxxx !   | xxxxx !   | xxxxx !   | 2,02      | 822     | Recorde da temporada | 3332   | 13      |
| 11   | A     | Adam Helcelet           | Chéquia                     | –         | –         | –         | o         | o         | o         | o         | xxo       | xxx       | xxxxx !   | xxxxx !   | xxxxx !   | 2,02      | 822     |                      | 3205   | 20      |
| 13   | A     | Damian Warner           | Canadá                      | –         | –         | –         | o         | o         | xo        | o         | xxo       | xxx       | xxxxx !   | xxxxx !   | xxxxx !   | 2,02      | 822     |                      | 3412   | 6       |
| 14   | A     | Lindon Victor           | Granada                     | –         | –         | –         | –         | o         | o         | o         | xxx       | xxxxx !   | xxxxx !   | xxxxx !   | xxxxx !   | 1,99      | 794     |                      | 3345   | 12      |
| 15   | A     | Zach Ziemek             | Estados Unidos              | –         | –         | –         | –         | –         | xo        | o         | xxx       | xxxxx !   | xxxxx !   | xxxxx !   | xxxxx !   | 1,99      | 794     |                      | 3219   | 19      |
| 16   | B     | Trey Hardee             | Estados Unidos              | –         | –         | –         | o         | –         | xo        | xo        | xxx       | xxxxx !   | xxxxx !   | xxxxx !   | xxxxx !   | 1,99      | 794     | Recorde da temporada | 3441   | 4       |
| 17   | B     | Rico Freimuth           | Alemanha                    | –         | o         | o         | xo        | o         | xo        | xo        | xxx       | xxxxx !   | xxxxx !   | xxxxx !   | xxxxx !   | 1,99      | 794     |                      | 3472   | 2       |
| 18   | B     | Thomas van der Plaetsen | Bélgica                     | –         | –         | –         | o         | –         | o         | xxx       | xxxxx !   | xxxxx !   | xxxxx !   | xxxxx !   | xxxxx !   | 1,96      | 767     |                      | 3055   | 28      |
| 19   | B     | Ashley Bryant           | Grã-Bretanha                | –         | o         | o         | xo        | o         | o         | xxx       | xxxxx !   | xxxxx !   | xxxxx !   | xxxxx !   | xxxxx !   | 1,96      | 767     |                      | 3251   | 17      |
| 19   | B     | Keisuke Ushiro          | Japão                       | –         | o         | o         | o         | xo        | o         | xxx       | xxxxx !   | xxxxx !   | xxxxx !   | xxxxx !   | xxxxx !   | 1,96      | 767     | Recorde da temporada | 2935   | 30      |
| 21   | B     | Akihiko Nakamura        | Japão                       | –         | o         | o         | o         | xo        | xo        | xxx       | xxxxx !   | xxxxx !   | xxxxx !   | xxxxx !   | xxxxx !   | 1,96      | 767     | Recorde da temporada | 3063   | 27      |
| 21   | B     | Bastien Auzeil          | França                      | –         | –         | –         | xo        | o         | xo        | xxx       | xxxxx !   | xxxxx !   | xxxxx !   | xxxxx !   | xxxxx !   | 1,96      | 767     |                      | 3138   | 26      |
| 23   | B     | Devon Williams          | Estados Unidos              | –         | –         | o         | o         | xxo       | xxo       | xxx       | xxxxx !   | xxxxx !   | xxxxx !   | xxxxx !   | xxxxx !   | 1,96      | 767     |                      | 3318   | 14      |
| 24   | A     | Pieter Braun            | Países Baixos               | –         | –         | xxo       | o         | xxx       | xxxxx !   | xxxxx !   | xxxxx !   | xxxxx !   | xxxxx !   | xxxxx !   |           | 1,93      | 740     |                      | 3164   | 24      |
| 25   | B     | Martin Roe              | Noruega                     | o         | o         | o         | o         | xo        | xxx       | xxxxx !   | xxxxx !   | xxxxx !   | xxxxx !   | xxxxx !   | xxxxx !   | 1,93      | 740     |                      | 3361   | 10      |
| 26   | B     | Eelco Sintnicolaas      | Países Baixos               | o         | –         | o         | o         | xxx       | xxxxx !   | xxxxx !   | xxxxx !   | xxxxx !   | xxxxx !   | xxxxx !   | xxxxx !   | 1,90      | 714     |                      | 3220   | 18      |
| 26   | B     | Mathias Brugger         | Alemanha                    | –         | –         | –         | o         | xxx       | xxxxx !   | xxxxx !   | xxxxx !   | xxxxx !   | xxxxx !   | xxxxx !   | xxxxx !   | 1,90      | 714     |                      | 3175   | 23      |
| 26   | A     | Larbi Bourrada          | Argélia                     | –         | –         | –         | o         | r         | xxxxx !   | xxxxx !   | xxxxx !   | xxxxx !   | xxxxx !   | xxxxx !   | xxxxx !   | 1,90      | 714     |                      | 3178   | 21      |
| 29   | B     | Dominik Distelberger    | Áustria                     | –         | o         | o         | xxx       | xxxxx !   | xxxxx !   | xxxxx !   | xxxxx !   | xxxxx !   | xxxxx !   | xxxxx !   | xxxxx !   | 1,87      | 687     |                      | 3044   | 29      |
| 30   | B     | Karl Robert Saluri      | Estónia                     | o         | o         | xxx       | xxxxx !   | xxxxx !   | xxxxx !   | xxxxx !   | xxxxx !   | xxxxx !   | xxxxx !   | xxxxx !   | xxxxx !   | 1,84      | 661     |                      | 3283   | 15      |
| -    | A     | Fredrik Samuelsson      | Suécia                      | xxxxx !   | xxxxx !   | xxxxx !   | xxxxx !   | xxxxx !   | xxxxx !   | xxxxx !   | xxxxx !   | xxxxx !   | xxxxx !   | xxxxx !   | xxxxx !   | DNS       |         |                      | DNF    | -       |
| -    | A     | Sutthisak Singkhon      | Tailândia                   | xxxxx !   | xxxxx !   | xxxxx !   | xxxxx !   | xxxxx !   | xxxxx !   | xxxxx !   | xxxxx !   | xxxxx !   | xxxxx !   | xxxxx !   | xxxxx !   | DNS       | xxxxx ! |                      | DNF    | -       |

### 400 metros
A prova foi realizada dia 11 de agosto às 20:45.

| Pos. | Série | Atleta                  | Nacionalidade               | Tempo | Pontos | Notas                | Total  | Total   |
| Pos. | Série | Atleta                  | Nacionalidade               | Tempo | Pontos | Notas                | Pontos | Posição |
| ---- | ----- | ----------------------- | --------------------------- | ----- | ------ | -------------------- | ------ | ------- |
| 1    | 4     | Kai Kazmirek            | Alemanha                    | 47,19 | 949    | Recorde da temporada | 4421   | 2       |
| 2    | 4     | Damian Warner           | Canadá                      | 47,47 | 943    | Recorde da temporada | 4347   | 4       |
| 3    | 4     | Karl Robert Saluri      | Estónia                     | 47,76 | 921    |                      | 4204   | 14      |
| 4    | 1     | Mihail Dudaš            | Sérvia                      | 48,08 | 905    | Recorde da temporada | 4237   | 8       |
| 5    | 4     | Devon Williams          | Estados Unidos              | 48,11 | 904    | Recorde pessoal      | 4222   | 11      |
| 6    | 4     | Dominik Distelberger    | Áustria                     | 48,13 | 903    | Recorde da temporada | 3947   | 23      |
| 7    | 1     | Kévin Mayer             | França                      | 48,26 | 897    | Recorde pessoal      | 4478   | 1       |
| 8    | 2     | Cedric Dubler           | Austrália                   | 48,31 | 894    | Recorde da temporada | 4070   | 18      |
| 9    | 3     | Rico Freimuth           | Alemanha                    | 48,41 | 889    | Recorde da temporada | 4361   | 3       |
| 10   | 2     | Pieter Braun            | Países Baixos               | 48,54 | 883    | Recorde da temporada | 4047   | 19      |
| 11   | 3     | Oleksiy Kasyanov        | Ucrânia                     | 48,64 | 878    | Recorde da temporada | 4282   | 7       |
| 12   | 2     | Jorge Ureña             | Espanha                     | 48,72 | 875    | Recorde pessoal      | 4223   | 9       |
| 13   | 3     | Eelco Sintnicolaas      | Países Baixos               | 48,73 | 874    |                      | 4094   | 17      |
| 14   | 2     | Trey Hardee             | Estados Unidos              | 48,78 | 872    | Recorde da temporada | 4313   | 5       |
| 15   | 3     | Akihiko Nakamura        | Japão                       | 48,98 | 862    |                      | 3925   | 26      |
| 16   | 3     | Ilya Shkurenyov         | Atletas Neutros Autorizados | 49,02 | 860    |                      | 4223   | 9       |
| 17   | 2     | Martin Roe              | Noruega                     | 49,09 | 857    | Recorde da temporada | 4218   | 12      |
| 18   | 3     | Kurt Felix              | Granada                     | 49,09 | 857    |                      | 4293   | 6       |
| 19   | 2     | Ashley Bryant           | Grã-Bretanha                | 49,24 | 850    | Recorde da temporada | 4101   | 16      |
| 20   | 4     | Lindon Victor           | Granada                     | 49,30 | 847    |                      | 4192   | 15      |
| 21   | 2     | Adam Helcelet           | Chéquia                     | 49,51 | 837    |                      | 4042   | 20      |
| 22   | 1     | Janek Õiglane           | Estónia                     | 49,58 | 834    | Recorde pessoal      | 4218   | 12      |
| 23   | 2     | Zach Ziemek             | Estados Unidos              | 50,32 | 800    |                      | 4019   | 22      |
| 24   | 1     | Bastien Auzeil          | França                      | 50,36 | 798    | Recorde da temporada | 3936   | 24      |
| 25   | 1     | Maicel Uibo             | Estónia                     | 50,61 | 787    | Recorde da temporada | 3933   | 25      |
| 26   | 1     | Pau Tonnesen            | Espanha                     | 50,85 | 776    | Recorde da temporada | 4036   | 21      |
| 27   | 1     | Keisuke Ushiro          | Japão                       | 51,43 | 750    | Recorde da temporada | 3685   | 27      |
| -    | 3     | Larbi Bourrada          | Argélia                     | DNS   |        |                      | DNF    | -       |
| -    | 4     | Mathias Brugger         | Alemanha                    | DNS   |        |                      | DNF    | -       |
| -    | 1     | Thomas van der Plaetsen | Bélgica                     | DNS   |        |                      | DNF    | -       |

### 110 metros com barreiras
A prova foi realizada dia 12 de agosto às 10:00.

| Pos. | Série | Atleta               | Nacionalidade               | Tempo | Pontos | Notas                | Total  | Total   |
| Pos. | Série | Atleta               | Nacionalidade               | Tempo | Pontos | Notas                | Pontos | Posição |
| ---- | ----- | -------------------- | --------------------------- | ----- | ------ | -------------------- | ------ | ------- |
| 1    | 4     | Damian Warner        | Canadá                      | 13,63 | 1023   |                      | 5370   | 3       |
| 2    | 4     | Rico Freimuth        | Alemanha                    | 13,68 | 1016   | Recorde da temporada | 5377   | 2       |
| 3    | 4     | Kévin Mayer          | França                      | 13,75 | 1007   | Recorde pessoal      | 5485   | 1       |
| 4    | 4     | Oleksiy Kasyanov     | Ucrânia                     | 14,05 | 968    |                      | 5250   | 5       |
| 5    | 3     | Jorge Ureña          | Espanha                     | 14,15 | 955    | Recorde da temporada | 5178   | 7       |
| 6    | 4     | Devon Williams       | Estados Unidos              | 14,27 | 940    |                      | 5162   | 8       |
| 7    | 3     | Eelco Sintnicolaas   | Países Baixos               | 14,32 | 934    |                      | 5028   | 11      |
| 8    | 3     | Adam Helcelet        | Chéquia                     | 14,38 | 926    |                      | 4968   | 15      |
| 9    | 3     | Akihiko Nakamura     | Japão                       | 14,43 | 920    |                      | 4845   | 20      |
| 10   | 1     | Janek Õiglane        | Estónia                     | 14,56 | 903    | Recorde da temporada | 5121   | 9       |
| 11   | 2     | Pau Tonnesen         | Espanha                     | 14,57 | 902    |                      | 4938   | 16      |
| 12   | 3     | Dominik Distelberger | Áustria                     | 14,59 | 900    |                      | 4847   | 19      |
| 13   | 2     | Bastien Auzeil       | França                      | 14,59 | 900    | Recorde da temporada | 4836   | 21      |
| 14   | 2     | Kai Kazmirek         | Alemanha                    | 14,66 | 891    |                      | 5312   | 4       |
| 15   | 2     | Pieter Braun         | Países Baixos               | 14,67 | 890    |                      | 4937   | 17      |
| 16   | 1     | Kurt Felix           | Granada                     | 14,68 | 889    | Recorde da temporada | 5182   | 6       |
| 17   | 2     | Ashley Bryant        | Grã-Bretanha                | 14,75 | 880    |                      | 4981   | 14      |
| 18   | 1     | Maicel Uibo          | Estónia                     | 14,90 | 862    |                      | 4795   | 23      |
| 19   | 3     | Cedric Dubler        | Austrália                   | 14,92 | 859    |                      | 4929   | 18      |
| 20   | 1     | Martin Roe           | Noruega                     | 15,15 | 831    | Recorde pessoal      | 5049   | 10      |
| 21   | 1     | Keisuke Ushiro       | Japão                       | 15,35 | 808    |                      | 4493   | 24      |
| 22   | 1     | Karl Robert Saluri   | Estónia                     | 15,36 | 807    |                      | 5011   | 12      |
| 22   | 2     | Lindon Victor        | Granada                     | 15,36 | 807    |                      | 4999   | 13      |
| 22   | 3     | Zach Ziemek          | Estados Unidos              | 15,36 | 807    |                      | 4826   | 22      |
| -    | 2     | Mihail Dudaš         | Sérvia                      | DSQ   | 0      |                      | 4237   | 26      |
| -    | 4     | Ilya Shkurenyov      | Atletas Neutros Autorizados | DSQ   | 0      |                      | 4223   | 27      |
| -    | 4     | Trey Hardee          | Estados Unidos              | DSQ   | 0      |                      | 4313   | 25      |

### Lançamento de disco
A prova foi realizada dia 12 de agosto às 11:00.

| Pos. | Grupo | Atleta               | Nacionalidade               | Tentativa | Tentativa | Tentativa | Resultado | Pontos | Notas                | Total  | Total   |
| Pos. | Grupo | Atleta               | Nacionalidade               | 1         | 2         | 3         | Resultado | Pontos | Notas                | Pontos | Posição |
| ---- | ----- | -------------------- | --------------------------- | --------- | --------- | --------- | --------- | ------ | -------------------- | ------ | ------- |
| 1    | B     | Rico Freimuth        | Alemanha                    | 44,71     | 51,17     | r         | 51,17     | 895    |                      | 6272   | 2       |
| 2    | B     | Oleksiy Kasyanov     | Ucrânia                     | 45,34     | 47,43     | 48,79     | 48,79     | 845    | Recorde da temporada | 6095   | 3       |
| 3    | B     | Martin Roe           | Noruega                     | 40,06     | 48,24     | x         | 48,24     | 834    |                      | 5883   | 8       |
| 4    | A     | Bastien Auzeil       | França                      | 45,65     | 47,88     | 46,21     | 47,88     | 826    |                      | 5641   | 17      |
| 5    | A     | Maicel Uibo          | Estónia                     | 45,65     | 47,88     | 46,21     | 47,88     | 826    |                      | 5621   | 19      |
| 6    | B     | Keisuke Ushiro       | Japão                       | 45,45     | 47,64     | 43,02     | 47,64     | 821    | Recorde da temporada | 5314   | 23      |
| 7    | A     | Zach Ziemek          | Estados Unidos              | 41,10     | 47,32     | 46,92     | 47,32     | 815    | Recorde da temporada | 5641   | 17      |
| 8    | A     | Kévin Mayer          | França                      | x         | 47,14     | x         | 47,14     | 811    |                      | 6296   | 1       |
| 9    | B     | Kurt Felix           | Granada                     | x         | 45,39     | x         | 45,39     | 775    |                      | 5957   | 6       |
| 10   | A     | Kai Kazmirek         | Alemanha                    | 42,94     | x         | 45,06     | 45,06     | 768    |                      | 6080   | 4       |
| 11   | A     | Adam Helcelet        | Chéquia                     | x         | 44,71     | x         | 44,71     | 761    | Recorde da temporada | 5729   | 11      |
| 12   | B     | Devon Williams       | Estados Unidos              | 44,29     | x         | x         | 44,29     | 752    |                      | 5914   | 7       |
| 13   | B     | Ashley Bryant        | Grã-Bretanha                | 43,95     | 43,23     | 41,67     | 43,95     | 745    | Recorde da temporada | 5726   | 12      |
| 14   | A     | Pau Tonnesen         | Espanha                     | x         | 31,34     | 43,07     | 43,07     | 727    | Recorde da temporada | 5665   | 15      |
| 15   | A     | Mihail Dudaš         | Sérvia                      | 42,69     | 41,94     | 43,23     | 43,23     | 730    |                      | 4967   | 25      |
| 16   | A     | Dominik Distelberger | Áustria                     | 41,99     | 43,18     | x         | 43,18     | 729    | Recorde da temporada | 5576   | 21      |
| 17   | B     | Pieter Braun         | Países Baixos               | 39,19     | 39,71     | 42,59     | 42,59     | 717    |                      | 5654   | 16      |
| 18   | A     | Janek Õiglane        | Estónia                     | 37,31     | 42,11     | 40,89     | 42,11     | 708    |                      | 5829   | 9       |
| 19   | A     | Cedric Dubler        | Austrália                   | 37,34     | 38,14     | 40,85     | 40,85     | 682    | Recorde da temporada | 5611   | 20      |
| 20   | B     | Damian Warner        | Canadá                      | 36,91     | x         | 40,67     | 40,67     | 678    |                      | 6048   | 5       |
| 21   | B     | Karl Robert Saluri   | Estónia                     | 36,75     | x         | 40,43     | 40,43     | 673    |                      | 5684   | 14      |
| 22   | A     | Eelco Sintnicolaas   | Países Baixos               | 40,25     | x         | x         | 40,25     | 670    |                      | 5698   | 13      |
| 23   | B     | Jorge Ureña          | Espanha                     | 33,02     | 36,33     | x         | 36,33     | 590    |                      | 5768   | 10      |
| 24   | B     | Akihiko Nakamura     | Japão                       | 32,70     | 32,82     | 33,65     | 33,65     | 537    |                      | 5382   | 22      |
| -    | B     | Lindon Victor        | Granada                     | x         | x         | x         | NM        | 0      |                      | 4999   | 24      |
| -    | A     | Trey Hardee          | Estados Unidos              | x         | x         | x         | NM        | 0      |                      | 4313   | 26      |
| -    | A     | Ilya Shkurenyov      | Atletas Neutros Autorizados | -2 !      | -3 !      | -4 !      | DNS       |        |                      | DNF    | -       |

### Salto com vara
A prova foi realizada dia 12 de agosto às 13:30.

| Pos. | Grupo | Atleta               | Nacionalidade  | Tentativa | Tentativa | Tentativa | Tentativa | Tentativa | Tentativa | Tentativa | Tentativa | Tentativa | Tentativa | Tentativa | Tentativa | Tentativa | Tentativa | Tentativa | Tentativa | Resultado | Pontos | Notas                | Total  | Total   |
| Pos. | Grupo | Atleta               | Nacionalidade  | 3,80      | 4,00      | 4,20      | 4,30      | 4,40      | 4,50      | 4,60      | 4,70      | 4,80      | 4,90      | 5,00      | 5,10      | 5,20      | 5,30      | 5,40      | 5,50      | Resultado | Pontos | Notas                | Pontos | Posição |
| ---- | ----- | -------------------- | -------------- | --------- | --------- | --------- | --------- | --------- | --------- | --------- | --------- | --------- | --------- | --------- | --------- | --------- | --------- | --------- | --------- | --------- | ------ | -------------------- | ------ | ------- |
| 1    | A     | Pau Tonnesen         | Espanha        | z !       | z !       | –         | –         | –         | –         | –         | –         | –         | o         | –         | xo        | o         | xxo       | o         | xxx       | 5,40      | 1035   | Recorde da temporada | 6700   | 9       |
| 2    | A     | Zach Ziemek          | Estados Unidos | z !       | z !       | –         | –         | –         | –         | –         | –         | –         | –         | o         | o         | xxx       | z !       | z !       | z !       | 5,10      | 941    |                      | 6582   | 14      |
| 3    | A     | Janek Õiglane        | Estónia        | z !       | z !       | –         | –         | –         | –         | –         | o         | –         | xo        | xo        | o         | xxx       | z !       | z !       | z !       | 5,10      | 941    | Recorde pessoal      | 6770   | 6       |
| 4    | A     | Kai Kazmirek         | Alemanha       | z !       | z !       | –         | –         | –         | –         | –         | –         | xo        | –         | xxo       | xo        | xxx       | z !       | z !       | z !       | 5,10      | 941    |                      | 7021   | 3       |
| 5    | A     | Kévin Mayer          | França         | z !       | z !       | –         | –         | –         | –         | –         | –         | –         | –         | –         | xxo       | –         | xxx       | z !       | z !       | 5,10      | 941    |                      | 7237   | 1       |
| 6    | A     | Dominik Distelberger | Áustria        | z !       | z !       | –         | –         | –         | –         | o         | –         | o         | –         | o         | xxx       | z !       | z !       | z !       | z !       | 5,00      | 910    |                      | 6486   | 17      |
| 6    | B     | Karl Robert Saluri   | Estónia        | –         | –         | –         | –         | –         | –         | o         | –         | o         | o         | o         | xxx       | z !       | z !       | z !       | z !       | 5,00      | 910    | Recorde pessoal      | 6594   | 13      |
| 8    | B     | Jorge Ureña          | Espanha        | –         | –         | –         | –         | –         | –         | o         | –         | o         | xxo       | o         | xxx       | z !       | z !       | z !       | z !       | 5,00      | 910    | Recorde da temporada | 6678   | 10      |
| 9    | A     | Cedric Dubler        | Austrália      | z !       | z !       | –         | –         | –         | –         | –         | xo        | –         | xo        | xxx       | z !       | z !       | z !       | z !       | z !       | 4,90      | 880    |                      | 6491   | 15      |
| 9    | A     | Adam Helcelet        | Chéquia        | z !       | z !       | –         | –         | –         | –         | o         | –         | xo        | xo        | xxx       | z !       | z !       | z !       | z !       | z !       | 4,90      | 880    |                      | 6609   | 12      |
| 11   | A     | Bastien Auzeil       | França         | z !       | z !       | –         | –         | –         | –         | xo        | –         | xo        | xxx       | z !       | z !       | z !       | z !       | z !       | z !       | 4,80      | 849    |                      | 6490   | 16      |
| 11   | B     | Rico Freimuth        | Alemanha       | –         | –         | –         | –         | –         | –         | xo        | o         | xo        | xxx       | z !       | z !       | z !       | z !       | z !       | z !       | 4,80      | 849    |                      | 7121   | 2       |
| 13   | B     | Damian Warner        | Canadá         | –         | –         | –         | –         | –         | –         | o         | o         | xxx       | z !       | z !       | z !       | z !       | z !       | z !       | z !       | 4,70      | 819    | Recorde da temporada | 6867   | 5       |
| 13   | B     | Akihiko Nakamura     | Japão          | –         | –         | –         | –         | –         | –         | o         | o         | xxx       | z !       | z !       | z !       | z !       | z !       | z !       | z !       | 4,70      | 819    |                      | 6201   | 20      |
| 13   | B     | Oleksiy Kasyanov     | Ucrânia        | –         | –         | –         | –         | –         | o         | o         | o         | xxx       | z !       | z !       | z !       | z !       | z !       | z !       | z !       | 4,70      | 819    | Recorde da temporada | 6914   | 4       |
| 16   | B     | Pieter Braun         | Países Baixos  | –         | –         | –         | –         | –         | –         | –         | xxo       | xxx       | z !       | z !       | z !       | z !       | z !       | z !       | z !       | 4,70      | 819    |                      | 6473   | 18      |
| 17   | B     | Keisuke Ushiro       | Japão          | –         | –         | –         | –         | –         | xo        | xo        | xxx       | z !       | z !       | z !       | z !       | z !       | z !       | z !       | z !       | 4,60      | 790    |                      | 6104   | 21      |
| 18   | B     | Devon Williams       | Estados Unidos | –         | –         | –         | –         | o         | o         | xxo       | xxx       | z !       | z !       | z !       | z !       | z !       | z !       | z !       | z !       | 4,60      | 790    |                      | 6704   | 8       |
| 19   | B     | Martin Roe           | Noruega        | –         | o         | o         | o         | o         | o         | xxx       | z !       | z !       | z !       | z !       | z !       | z !       | z !       | z !       | z !       | 4,50      | 760    | Recorde da temporada | 6643   | 11      |
| 20   | B     | Kurt Felix           | Granada        | –         | –         | –         | xxo       | o         | xo        | xxx       | z !       | z !       | z !       | z !       | z !       | z !       | z !       | z !       | z !       | 4,50      | 760    | Recorde da temporada | 6717   | 7       |
| 21   | B     | Ashley Bryant        | Grã-Bretanha   | –         | –         | o         | xo        | xxx       | z !       | z !       | z !       | z !       | z !       | z !       | z !       | z !       | z !       | z !       | z !       | 4,30      | 702    |                      | 6428   | 19      |
| -    | B     | Lindon Victor        | Granada        | r         | z !       | z !       | z !       | z !       | z !       | z !       | z !       | z !       | z !       | z !       | z !       | z !       | z !       | z !       | z !       | NM        | 0      |                      | 4999   | 23      |
| -    | A     | Maicel Uibo          | Estónia        | z !       | z !       | –         | –         | –         | –         | –         | –         | –         | r         | z !       | z !       | z !       | z !       | z !       | z !       | NM        | 0      |                      | 5621   | 22      |
| -    | A     | Eelco Sintnicolaas   | Países Baixos  | z !       | z !       | z !       | z !       | z !       | z !       | z !       | z !       | z !       | z !       | z !       | z !       | z !       | z !       | z !       | z !       | DNS       |        |                      | DNF    | -       |
| -    | A     | Mihail Dudaš         | Sérvia         | z !       | z !       | z !       | z !       | z !       | z !       | z !       | z !       | z !       | z !       | z !       | z !       | z !       | z !       | z !       | z !       | DNS       |        |                      | DNF    | -       |
| -    | A     | Trey Hardee          | Estados Unidos | z !       | z !       | z !       | z !       | z !       | z !       | z !       | z !       | z !       | z !       | z !       | z !       | z !       | z !       | z !       | z !       | DNS       |        |                      | DNF    | -       |

### Lançamento de dardo
A prova foi realizada dia 12 de agosto às 17:30.

| Pos. | Grupo | Atleta               | Nacionalidade  | Tentativa | Tentativa | Tentativa | Resultado | Pontos | Notas                | Total  | Total   |
| Pos. | Grupo | Atleta               | Nacionalidade  | 1         | 2         | 3         | Resultado | Pontos | Notas                | Pontos | Posição |
| ---- | ----- | -------------------- | -------------- | --------- | --------- | --------- | --------- | ------ | -------------------- | ------ | ------- |
| 1    | B     | Janek Õiglane        | Estónia        | 69,01     | 71,73     | 70,68     | 71,73     | 916    | Recorde pessoal      | 7686   | 4       |
| 2    | A     | Adam Helcelet        | Chéquia        | 71,56     | 69,37     | 68,29     | 71,56     | 913    | Recorde da temporada | 7522   | 7       |
| 3    | A     | Ashley Bryant        | Grã-Bretanha   | 66,76     | 61,82     | 67,97     | 67,97     | 858    | Recorde da temporada | 7286   | 15      |
| 4    | B     | Kévin Mayer          | França         | 66,10     | –         | x         | 66,10     | 830    |                      | 8067   | 1       |
| 5    | B     | Kurt Felix           | Granada        | 64,32     | 64,64     | x         | 64,64     | 808    |                      | 7525   | 6       |
| 6    | A     | Keisuke Ushiro       | Japão          | 63,28     | 60,82     | 63,04     | 63,28     | 787    |                      | 6891   | 20      |
| 7    | B     | Kai Kazmirek         | Alemanha       | 62,45     | 60,51     | 57,90     | 62,45     | 775    | Recorde da temporada | 7796   | 3       |
| 8    | B     | Rico Freimuth        | Alemanha       | 62,34     | 61,89     | 60,25     | 62,34     | 773    | Recorde da temporada | 7894   | 2       |
| 9    | A     | Bastien Auzeil       | França         | 60,80     | x         | x         | 60,80     | 750    |                      | 7240   | 16      |
| 10   | B     | Pieter Braun         | Países Baixos  | 52,82     | 59,26     | x         | 59,26     | 727    |                      | 7200   | 17      |
| 11   | A     | Zach Ziemek          | Estados Unidos | 51,05     | 53,63     | 58,35     | 58,35     | 713    | Recorde da temporada | 7295   | 13      |
| 12   | A     | Martin Roe           | Noruega        | 57,38     | 58,30     | 58,29     | 58,30     | 712    |                      | 7355   | 12      |
| 13   | A     | Devon Williams       | Estados Unidos | 49,86     | 57,93     | 56,52     | 57,93     | 707    |                      | 7411   | 9       |
| 14   | B     | Karl Robert Saluri   | Estónia        | 57,06     | 55,62     | 57,12     | 57,12     | 695    |                      | 7289   | 14      |
| 15   | B     | Damian Warner        | Canadá         | 54,66     | 56,63     | x         | 56,63     | 687    |                      | 7554   | 5       |
| 16   | A     | Dominik Distelberger | Áustria        | 56,46     | x         | x         | 56,46     | 685    |                      | 7171   | 18      |
| 17   | B     | Jorge Ureña          | Espanha        | 56,06     | 55,01     | x         | 56,06     | 679    |                      | 7357   | 11      |
| 18   | A     | Pau Tonnesen         | Espanha        | 55,13     | x         | x         | 55,13     | 665    |                      | 7365   | 10      |
| 19   | B     | Akihiko Nakamura     | Japão          | 53,38     | 49,84     | 54,22     | 54,22     | 651    | Recorde da temporada | 6852   | 21      |
| 20   | A     | Cedric Dubler        | Austrália      | 51,82     | 51,53     | 52,10     | 52,10     | 620    |                      | 7111   | 19      |
| 21   | B     | Oleksiy Kasyanov     | Ucrânia        | 48,63     | 50,82     | x         | 50,82     | 601    |                      | 7515   | 8       |

### 1500 metros
A prova foi realizada dia 12 de agosto às 20:45.

| Pos. | Atleta               | Nacionalidade  | Tempo   | Pontos | Notas                | Total  | Total   |
| Pos. | Atleta               | Nacionalidade  | Tempo   | Pontos | Notas                | Pontos | Posição |
| ---- | -------------------- | -------------- | ------- | ------ | -------------------- | ------ | ------- |
| 1    | Akihiko Nakamura     | Japão          | 4'22"62 | 794    |                      | 7646   | 19      |
| 2    | Jorge Ureña          | Espanha        | 4'26"46 | 768    |                      | 8125   | 9       |
| 3    | Ashley Bryant        | Grã-Bretanha   | 4'27"15 | 763    | Recorde pessoal      | 8049   | 11      |
| 4    | Damian Warner        | Canadá         | 4'28"39 | 755    | Recorde da temporada | 8309   | 5       |
| 5    | Karl Robert Saluri   | Estónia        | 4'31"31 | 736    | Recorde da temporada | 8025   | 13      |
| 6    | Oleksiy Kasyanov     | Ucrânia        | 4'33"86 | 719    |                      | 8234   | 6       |
| 7    | Kurt Felix           | Granada        | 4'36"62 | 702    | Recorde da temporada | 8227   | 7       |
| 8    | Kévin Mayer          | França         | 4'36"73 | 701    | Recorde da temporada | 8768   | 1       |
| 9    | Adam Helcelet        | Chéquia        | 4'36"85 | 700    | Recorde da temporada | 8222   | 8       |
| 10   | Kai Kazmirek         | Alemanha       | 4'38"07 | 692    | Recorde da temporada | 8488   | 3       |
| 11   | Pieter Braun         | Países Baixos  | 4'38"40 | 690    |                      | 7890   | 16      |
| 12   | Dominik Distelberger | Áustria        | 4'39"15 | 686    |                      | 7857   | 17      |
| 13   | Martin Roe           | Noruega        | 4'39"24 | 685    |                      | 8040   | 12      |
| 14   | Janek Õiglane        | Estónia        | 4'39"24 | 685    |                      | 8371   | 4       |
| 15   | Bastien Auzeil       | França         | 4'39"80 | 682    | Recorde da temporada | 7922   | 15      |
| 16   | Devon Williams       | Estados Unidos | 4'40"50 | 677    |                      | 8088   | 10      |
| 17   | Rico Freimuth        | Alemanha       | 4'41"57 | 670    |                      | 8564   | 2       |
| 18   | Pau Tonnesen         | Espanha        | 4'46"31 | 641    | Recorde da temporada | 8006   | 14      |
| 19   | Cedric Dubler        | Austrália      | 4'50"31 | 617    |                      | 7728   | 18      |
| 20   | Keisuke Ushiro       | Japão          | 4'51"90 | 607    |                      | 7498   | 20      |
| -    | Zach Ziemek          | Estados Unidos | DNS     |        |                      | DNF    | -       |

## Classificação final
| Pos.              | Atleta                  | Nacionalidade               | 100 m | SD  | AP  | SA  | 400 m | 110 m | AD  | SV   | LD  | 1500 m | PG      | Notas                |
| ----------------- | ----------------------- | --------------------------- | ----- | --- | --- | --- | ----- | ----- | --- | ---- | --- | ------ | ------- | -------------------- |
| Medalha de ouro   | Kevin Mayer             | França                      | 929   | 940 | 834 | 878 | 897   | 1007  | 811 | 941  | 830 | 701    | 8768 p. | Melhor marca do ano  |
| Medalha de prata  | Rico Freimuth           | Alemanha                    | 968   | 930 | 780 | 794 | 889   | 1016  | 895 | 849  | 773 | 670    | 8564 p. |                      |
| Medalha de bronze | Kai Kazmirek            | Alemanha                    | 881   | 970 | 715 | 906 | 949   | 891   | 768 | 941  | 775 | 692    | 8488 p. | Recorde da temporada |
| 4                 | Janek Õiglane           | Estónia                     | 843   | 893 | 798 | 850 | 834   | 903   | 708 | 941  | 916 | 685    | 8371 p. | Recorde pessoal      |
| 5                 | Damian Warner           | Canadá                      | 975   | 920 | 695 | 822 | 935   | 1023  | 678 | 819  | 687 | 755    | 8309 p. |                      |
| 6                 | Oleksiy Kasyanov        | Ucrânia                     | 912   | 881 | 789 | 822 | 878   | 968   | 845 | 819  | 601 | 719    | 8234 p. |                      |
| 7                 | Kurt Felix              | Granada                     | 843   | 925 | 790 | 878 | 857   | 889   | 775 | 760  | 808 | 702    | 8227 p. |                      |
| 8                 | Adam Helcelet           | Chéquia                     | 799   | 821 | 763 | 822 | 837   | 926   | 761 | 880  | 913 | 700    | 8222 p. |                      |
| 9                 | Jorge Ureña             | Espanha                     | 861   | 886 | 723 | 878 | 875   | 955   | 590 | 910  | 679 | 768    | 8125 p. | Recorde pessoal      |
| 10                | Devon Williams          | Estados Unidos              | 876   | 920 | 755 | 767 | 904   | 940   | 752 | 790  | 707 | 677    | 8088 p. |                      |
| 11                | Ashley Bryant           | Grã-Bretanha                | 830   | 920 | 734 | 767 | 850   | 880   | 745 | 702  | 858 | 763    | 8049 p. |                      |
| 12                | Martin Roe              | Noruega                     | 883   | 935 | 803 | 740 | 857   | 831   | 834 | 760  | 712 | 685    | 8040 p. |                      |
| 13                | Karl Robert Saluri      | Estónia                     | 963   | 932 | 727 | 661 | 921   | 807   | 673 | 910  | 695 | 736    | 8025 p. | Recorde da temporada |
| 14                | Pau Tonnesen            | Espanha                     | 804   | 864 | 714 | 878 | 776   | 902   | 727 | 1035 | 665 | 641    | 8006 p. |                      |
| 15                | Bastien Auzeil          | França                      | 784   | 783 | 804 | 767 | 798   | 900   | 805 | 849  | 750 | 682    | 7922 p. | Recorde da temporada |
| 16                | Pieter Braun            | Países Baixos               | 812   | 854 | 758 | 740 | 883   | 890   | 717 | 819  | 727 | 690    | 7890 p. |                      |
| 17                | Dominik Distelberger    | Áustria                     | 854   | 840 | 663 | 687 | 903   | 900   | 729 | 910  | 685 | 686    | 7857 p. |                      |
| 18                | Cedric Dubler           | Austrália                   | 847   | 883 | 568 | 878 | 894   | 859   | 682 | 880  | 620 | 617    | 7728 p. |                      |
| 19                | Akihiko Nakamura        | Japão                       | 847   | 881 | 568 | 767 | 862   | 920   | 537 | 819  | 651 | 794    | 7646 p. |                      |
| 20                | Keisuke Ushiro          | Japão                       | 746   | 729 | 693 | 767 | 750   | 808   | 821 | 790  | 787 | 607    | 7498 p. |                      |
| -                 | Zach Ziemek             | Estados Unidos              | 863   | 833 | 729 | 794 | 800   | 807   | 815 | 941  | 713 | DNS    | DNF     |                      |
| -                 | Lindon Victor           | Granada                     | 899   | 809 | 843 | 794 | 847   | 807   | 0   | 0    | DNS |        | DNF     |                      |
| -                 | Maicel Uibo             | Estónia                     | 784   | 807 | 733 | 822 | 787   | 862   | 826 | 0    | DNS |        | DNF     |                      |
| -                 | Eelco Sintnicolaas      | Países Baixos               | 870   | 888 | 748 | 714 | 874   | 934   | 670 | DNS  |     |        | DNF     |                      |
| -                 | Mihail Dudaš            | Sérvia                      | 917   | 925 | 668 | 822 | 905   | 0     | 730 | DNS  |     |        | DNF     |                      |
| -                 | Trey Hardee             | Estados Unidos              | 917   | 930 | 800 | 794 | 872   | 0     | 0   | DNS  |     |        | DNF     |                      |
| -                 | Ilya Shkurenyov         | Atletas Neutros Autorizados | 823   | 965 | 697 | 878 | 860   | 0     | DNS |      |     |        | DNF     |                      |
| -                 | Larbi Bourrada          | Argélia                     | 906   | 866 | 692 | 714 | DNS   |       |     |      |     |        | DNF     |                      |
| -                 | Mathias Brugger         | Alemanha                    | 827   | 857 | 777 | 714 | DNS   |       |     |      |     |        | DNF     |                      |
| -                 | Thomas van der Plaetsen | Bélgica                     | 784   | 835 | 669 | 767 | DNS   |       |     |      |     |        | DNF     |                      |
| -                 | Fredrik Samuelsson      | Suécia                      | 808   | 840 | 717 | DNS |       |       |     |      |     |        | DNF     |                      |
| -                 | Sutthisak Singkhon      | Tailândia                   | 825   | 972 | 688 | DNS |       |       |     |      |     |        | DNF     |                      |
| -                 | Luiz Alberto de Araújo  | Brasil                      | 845   | 0   | DNS |     |       |       |     |      |     |        | DNF     |                      |
| -                 | Leonel Suárez           | Cuba                        | 94    | DNS |     |     |       |       |     |      |     |        | DNF     |                      |
| -                 | Jefferson Santos        | Brasil                      | DNS   |     |     |     |       |       |     |      |     |        | DNF     |                      |

Legenda
| Recorde mundial       | Recorde mundial (World record)               |                       | Recorde africano                      | Recorde africano (African) |                                           | Q | Classificado por posição (Qualified) |
| Recorde do campeonato | Recorde do campeonato (Championship record)  | Recorde da América    | Recorde da América (Americas)         | q                          | Classificado por melhor tempo (Qualified) |   |                                      |
| Melhor marca do ano   | Melhor marca do ano (World leading)          | Recorde asiático      | Recorde asiático (Asian)              | DNS                        | Não largou (Did not start)                |   |                                      |
| Recorde nacional      | Recorde nacional (National record)           | Recorde europeu       | Recorde europeu (European)            | DNF                        | Não terminou (Did not finish)             |   |                                      |
| Recorde pessoal       | Recorde pessoal do atleta (Personal best)    | Recorde da Oceania    | Recorde da Oceania (Oceania)          | DSQ / DQ                   | Desclassificado (Disqualified)            |   |                                      |
| Recorde da temporada  | Recorde da temporada do atleta (Season best) | Recorde sul-americano | Recorde sul-americano (South America) | NM                         | Sem marca (No mark)                       |   |                                      |